# Фанчелли, Доменико
Доменико ди Алессандро Фанчелли (итал. Domenico di Alessandro Fancelli; 1469, Сеттиньяно — 21 апреля 1519, Сарагоса, Испания) — итальянский скульптор. Один из основоположников изобразительного искусства Возрождения в Испании. Известен скульптурными надгробиями в Севильском кафедральном соборе и Королевской капелле в Гранаде.

## Биография
Доменико родился в Сеттиньяно (в настоящее время часть Флоренции в семье потомственных тосканских художников Фанчелли. Он был сыном Алессандро ди Бартоломео ди Антонио Фанчелли и Чекки Галли. У него был брат, тоже скульптор, по имени Джованни. В пять лет Доменико остался сиротой и вместе с братом воспитывался у дяди по отцовской линии. Учился резьбе по мрамору во Флоренции и Риме, где получил прозвание «Шерано из Сеттиньяно» (Scherano da Settignano; в иной версии так прозвали его племянника, сына Джованни Фанчелли).
О его работе в Италии известно крайне мало, вероятно, он сотрудничал с Лукой Фанчелли во Флоренции и в 1490 году сопровождал его в Неаполь, где тот работал, пользуясь сотрудничеством с Бенедетто да Майано, чьё влияние очевидно в произведениях Доменико. Возможно, что именно в Неаполе у Доменико Фанчелли установились отношения с представителями испанского двора, которыми он затем воспользовался. По поручению графа Тендилья в 1510 году в Генуе он создал скульптурное надгробие архиепископа Диего Уртадо де Мендосы, брата графа, умершего в 1502 году. Впоследствии гробница была перевезена в Испанию, и Фанчелли оформил её в Кафедральном соборе в Севилье.
В 1510 году Доменико Фанчелли получил заказ на создание гробницы принца Дона Хуана де Арагона, преждевременно умершего в 1497 году в возрасте девятнадцати лет наследника католических монархов, для Королевского монастыря Сан-Томмазо (Святого Фомы) в Авила Авиле, и успех этой работы, принёс ему заказ на его самое известное произведение — монументальное «Надгробие католических королей» Изабеллы Кастильской I и Фердинанда Арагонского II в Королевской капелле собора Гранады, завершённое в 1517 году. В 1511 году Доменико переехал в Испанию, где и получил широкую известность под именами «Micer Dominigo» (Мастер Доминиго) и «Domenic Alex Florentin» (Доменик Алекс Флорентиец).
Он также трудился над надгробными монументами Иоанне и Филиппу I Кастильскому, но умер, не завершив этот проект, заканчивал работы Бартоломе Ордоньес.

## Галерея

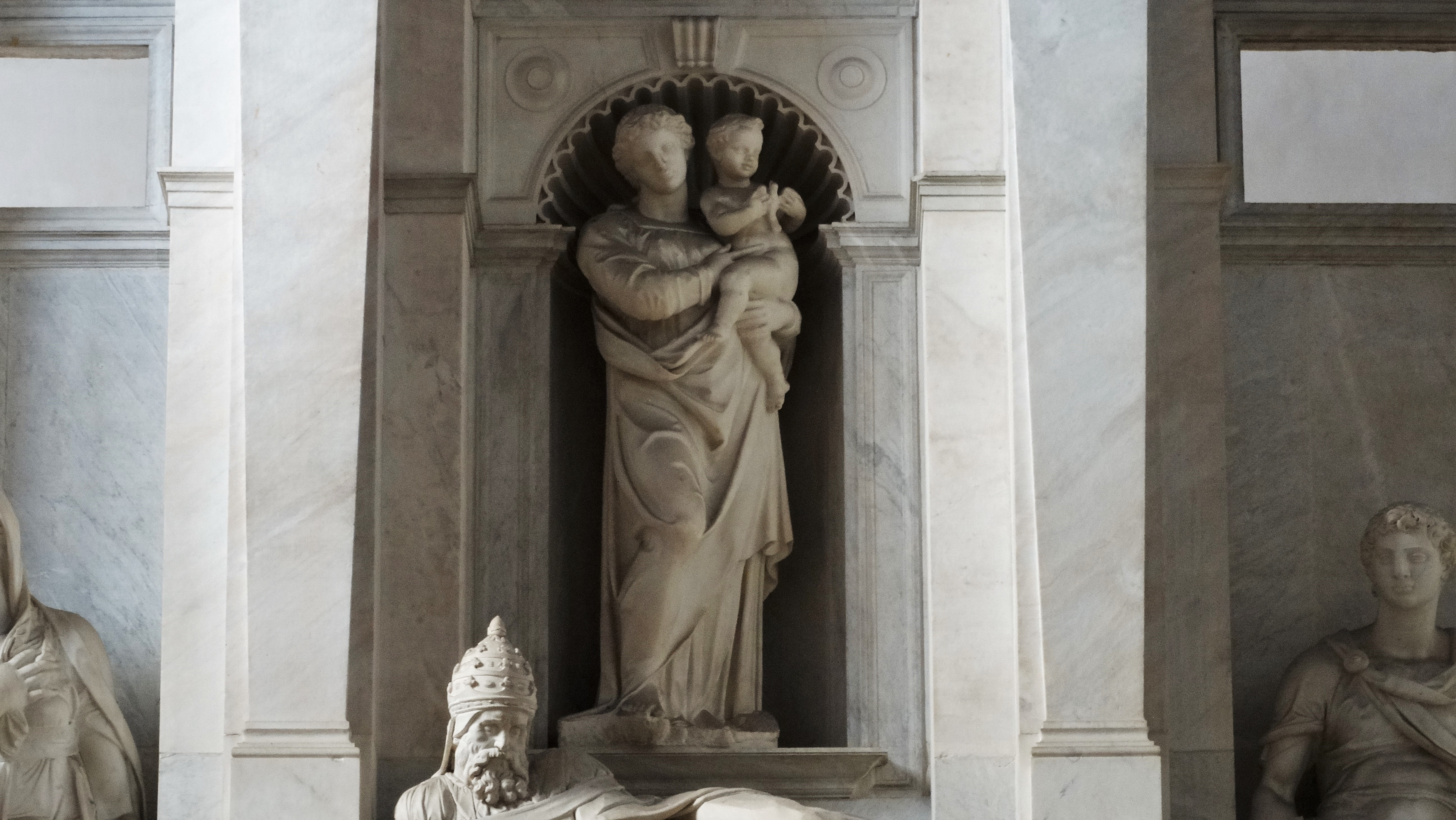
Мадонна с Младенцем. Деталь Гробницы папы Юлия II в церкви Сан-Пьетро-ин-Винколи, Рим. Приписывается Д. Фанчелли (или «Шерано» Фаричелли да Сеттиньяно ?)
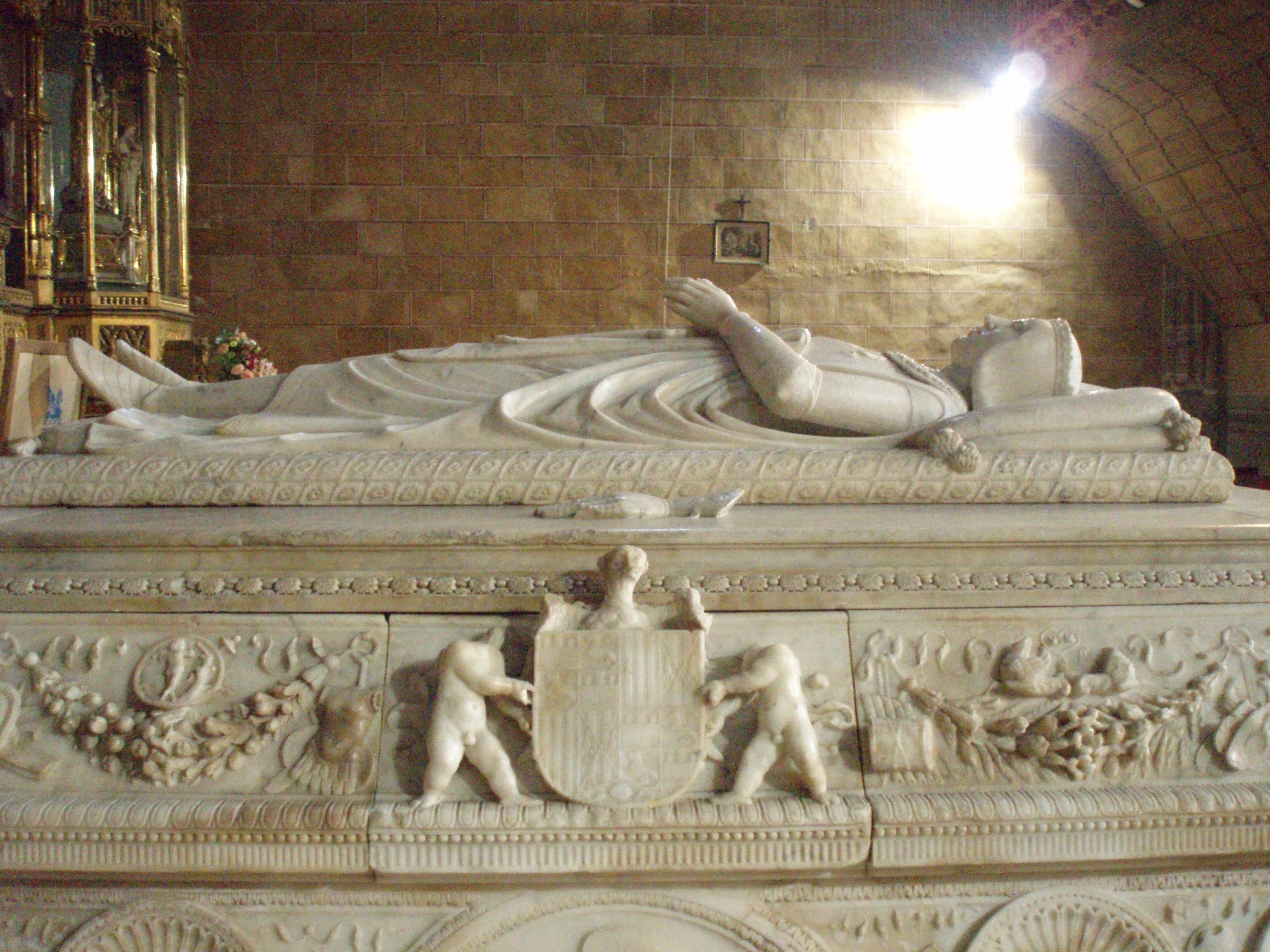
Надгробие инфанта Дона Хуана де Арагона. Монастырь Св. Фомы, Авила
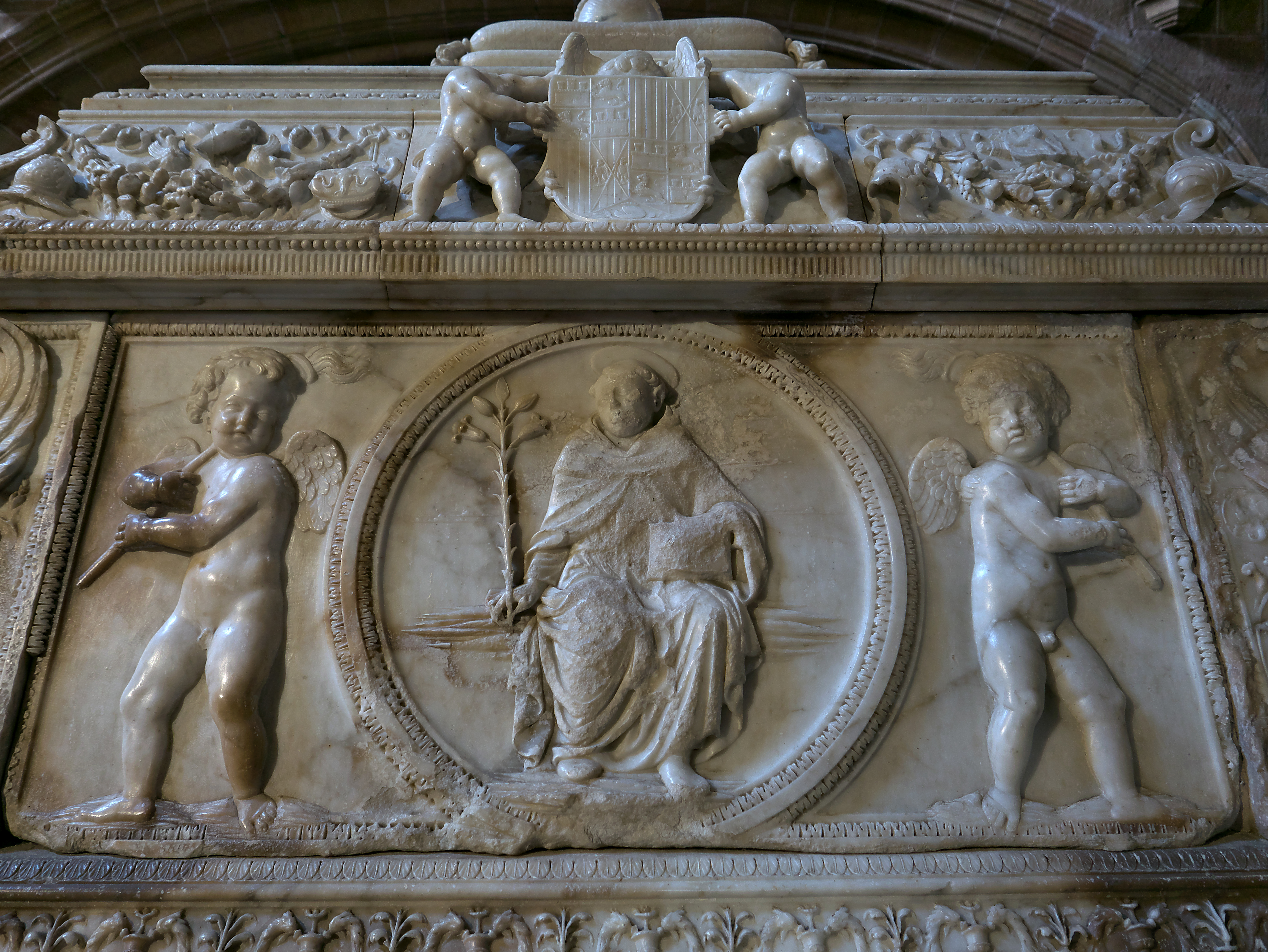
Деталь надгробия
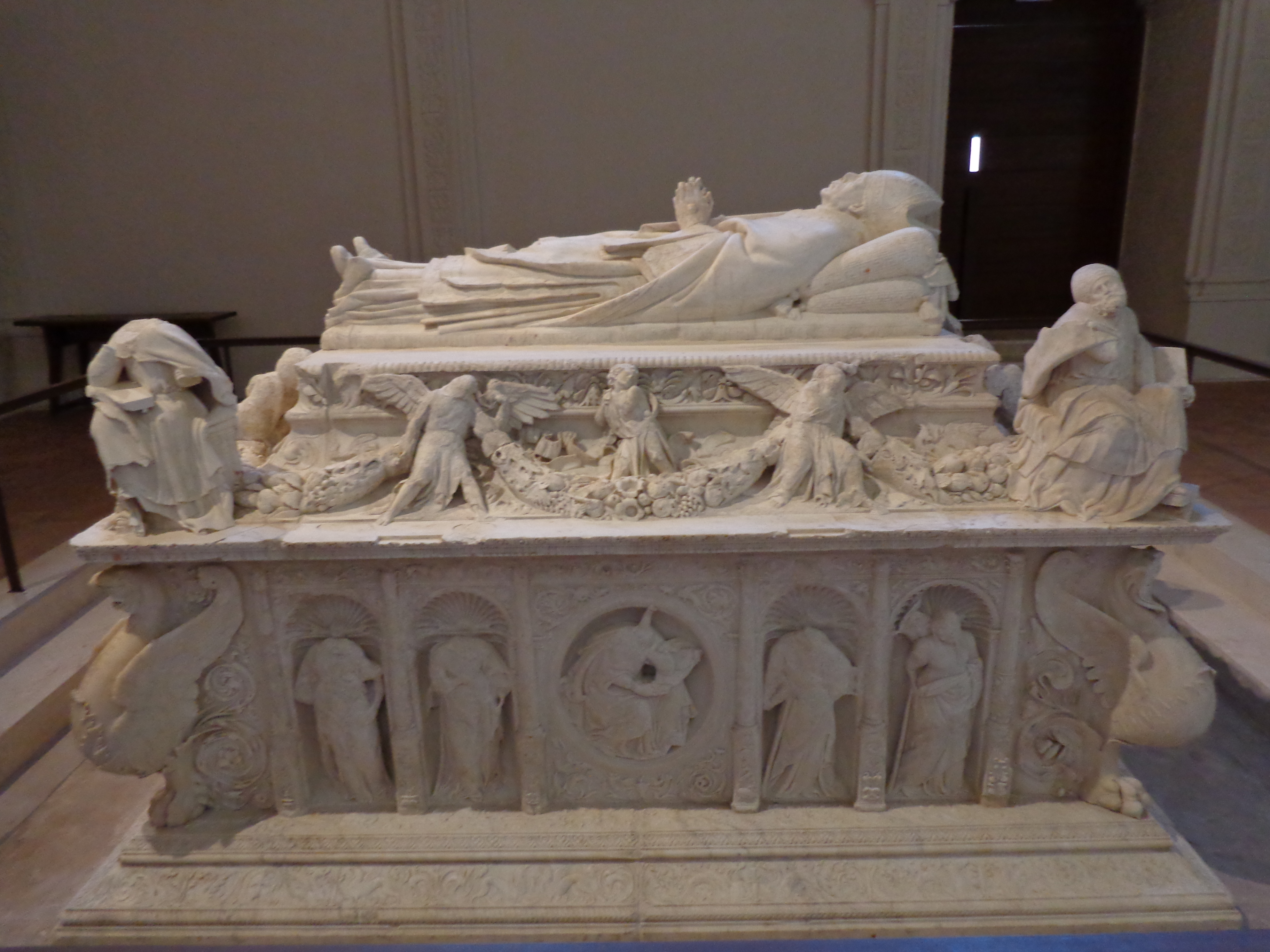
Кенотаф кардинала Сиснероса. 1520. Мрамор. Капелла Сан-Ильдефонсо. Алькала-де-Энарес, Испания
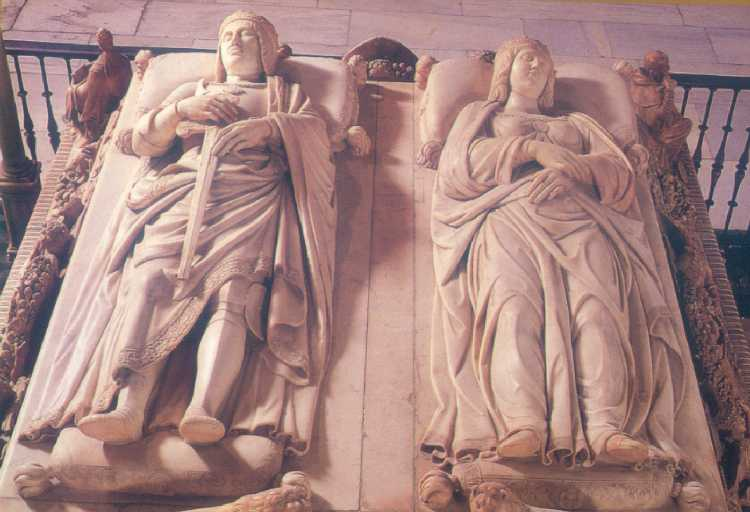
Надгробие католических королей Изабеллы Кастильской I и Фердинанда Арагонского II. 1517. Королевская капелла собора Гранады
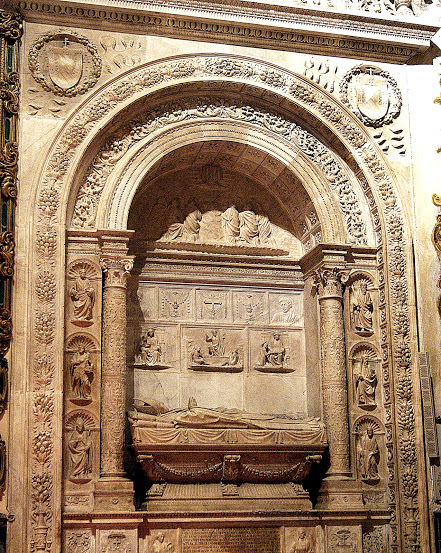
Гробница кардинала Диего Уртадо де Мендоса. 1510. Кафедральный собор в Севилье